# Mizuko Yoshiyuki
Mizuko Yoshiyuki (jap. 吉行瑞子; * 1932) ist eine japanische Mammalogin, die sich vornehmlich mit Fledertieren befasst.

## Leben
Mizuko Yoshiyuki

Link zum Bild

Yoshiyuki studierte bei Yoshinori Imaizumi (1914–2007) an der Universität Kyūshū, wo sie 1984 mit einer Dissertation über japanische Flughunde promoviert wurde. Von 1986 bis 1988 war sie Forschungsleiterin und ab 1991 wissenschaftliche Mitarbeiterin an der zoologischen Abteilung des Nationalmuseums der Naturwissenschaften in Tokio. Nach der Gründung der Japanischen Gesellschaft für Säugetierkunde (jap. 日本哺乳類学会, Nihon Honyūrui Gakkai) im Jahr 1987 wurde Yoshiyuki deren Sekretärin und trug zur Entwicklung dieser Organisation bei. 1994 wechselte sie an die zoologische Abteilung der Fakultät für Landwirtschaft der Universität Tokio. 1998 gründete sie das Labor für Wildtierzoologie an derselben Universität, wo sie als Professorin für Mammalogie dozierte.
Zu Yoshiyukis Projekten zählten Studien zur Fauna der warmen, gemäßigten Wälder Südostasiens, unter besonderer Berücksichtigung der Artbildung, die Grundlagenforschung für die Entwicklung von Lehrplänen für praxisnahes Lernen in Wissenschaftsmuseen, Studien über die faunistischen Merkmale und Ursprünge der alpinen Zone in Taiwan, die Forschung über die Entwicklung der Struktur und der pädagogischen Funktion von Forschungsaktivitäten in Wissenschaftsmuseen sowie eine Studie über den Zusammenhang zwischen biologischer Vielfalt und biologischer Produktivität in trockenen tropischen Wäldern in Thailand.
Yoshiyukis Forschungsschwerpunkt liegt vor allem im Bereich der taxonomischen Studien, was in der Erstbeschreibung von mehreren neuen Arten und Unterarten gipfelte. Dazu zählen zehn Fledertiertaxa, von denen neun heute noch gültig sind. 1988 klassifizierte sie einige südostasiatische Maulwurfsarten in die Gattung Euroscaptor. 1989 beschrieb sie in Zusammenarbeit mit Imaizumi den Japanischen Fischotter (Lutra nippon), der heute als möglicherweise ausgestorben gilt.
Yoshiyuki übersetzte 1973 und 1977 die Bücher Wild Cats und Forest Life von Michael Boorer sowie 1994 das Buch Egg: Nature’s Miracle of Packaging von Kim Taylor, Jane Burton und Robert Burton ins Japanische. Daneben veröffentlichte sie die Schriften The Bat is the Beast (1979, mit Tadayoshi Yamamoto), こうもり (1984), A systematic study of the Japanese Chiroptera (1989), Catalogue of chiropteran specimens in spirit (2003, mit Hideki Endo) und コウモリのふしぎ: 逆さまなのにもワケがある (2007, mit Kimitake Funakoshi, Dai Fukui und Kuniko Kawai).

## Erstbeschreibungen von Yoshiyuki
- Japanischer Abendsegler (Nyctalus furvus), 1968
- Unterart Plecotus auritus uenoi des Braunen Langohrs, 1969
- Düstere Röhrennase (Murina tenebrosa), 1970
- Honshu-Bartfledermaus (Myotis pruinosus), 1971
- Kleiner Moschusflughund (Ptenochirus minor), 1979
- Unterart Rhinolophus perditus imaizumii der Yaeyama-Hufeisennase, 1980
- Myotis yesoensis, 1984 (Synonym der Kurzohrfledermaus (Myotis ikonnikovi))
- Unterart Sorex shinto sadonis der Shinto-Spitzmaus, 1986
- Unterart Rhinolophus pusillus lakkhanae der Kleinsten Hufeisennase, 1990
- Echigo-Maulwurf (Mogera etigo), 1991
- Taiwan-Langohr (Plecotus taivanus), 1991